# San Francisco, San Miguel Totolapan
San Francisco är en ort i Mexiko.   Den ligger i kommunen San Miguel Totolapan och delstaten Guerrero, i den södra delen av landet, 200 km sydväst om huvudstaden Mexico City. San Francisco ligger 313 meter över havet och antalet invånare är 438.
Terrängen runt San Francisco är varierad. Runt San Francisco är det ganska glesbefolkat, med 34 invånare per kvadratkilometer. Närmaste större samhälle är San Miguel Totolapan, 8,5 km nordväst om San Francisco. I omgivningarna runt San Francisco växer huvudsakligen savannskog.